# Scymnus semiruber
Scymnus semiruber är en skalbaggsart som beskrevs av Horn 1895. Scymnus semiruber ingår i släktet Scymnus och familjen nyckelpigor. Inga underarter finns listade i Catalogue of Life.